# Libby Ludlow
Libby Ludlow (* 26. August 1981 in Bellevue, Washington) ist eine ehemalige US-amerikanische Skirennläuferin.

## Biografie
Libby Ludlow war vor allem auf die schnellen Disziplinen Abfahrt und Super-G spezialisiert, ging jedoch auch im Riesenslalom an den Start. Ihr erstes Rennen im Weltcup war am 4. Dezember 1998 der Super-G in Mammoth Mountain. Ihre Karriere war von mehreren Verletzungen geprägt, dadurch dauerte es sehr lange, bis sie sich im Weltcup einen fixen Startplatz erkämpften konnte. Zunächst kam sie hauptsächlich im Nordamerika-Cup zum Einsatz, wo sie auch an der Spitze mitfahren konnte. 2004 wurde sie US-amerikanische Meisterin im Riesenslalom vor Julia Mancuso.
Ihre ersten Weltcuppunkte erreichte Ludlow im November 2002 mit dem 29. Platz beim Super-G in Aspen. Sie konnte sich dreimal in den Top 10 und insgesamt 45-mal in den Top 30 platzieren. Ihr bestes Resultat erreichte sie im Januar 2006 in Bad Kleinkirchheim mit dem siebten Platz im Super-G.
Ludlow nahm an den Weltmeisterschaften 2003 in St. Moritz und an den Olympischen Spielen 2006 in Turin teil. Bei den Weltmeisterschaften 2007 in Åre erreichte sie den neunten Platz im Super-G. Im Mai 2008 gab Ludlow ihren Rücktritt vom Skirennsport bekannt.

## Erfolge

### Weltcup
- 3 Platzierungen unter den besten zehn

### Nor-Am-Cup-Siege
| Datum            | Ort      | Land   | Disziplin    |
| ---------------- | -------- | ------ | ------------ |
| 2. Dezember 2002 | Aspen    | USA    | Super-G      |
| 17. März 2007    | Panorama | Kanada | Riesenslalom |

### US-amerikanische Meisterschaften
- 2004: 1. Riesenslalom, 3. Abfahrt, 3. Super-G
- 2008: 3. Riesenslalom

### Weitere Erfolge
- 1 Sieg im Südamerika-Cup
- 3 Siege in FIS-Rennen